# Slaget vid Eylau
Slaget vid Eylau var den första stora konfrontationen mellan Napoleon I och Alexander I sedan slaget vid Austerlitz. Efter att ha besegrat och nära tillintetgjort de Österrikes och Preussens styrkor 1805–1806 ville Napoleon också krossa den ryska armén som han ansåg var farligast. Han jagade den genom Preussen och hann upp den vid Preusslack-Eylau nära den ryska gränsen. Slaget blev mycket blodigt, men följdes snart av slaget vid Friedland som blev en av Napoleons största segrar.
Vid Eylau hade den ryska armén samlats, och Napoleon angrep den utan att vänta på Michel Neys förstärkningar. Efter några timmars strider hade fransmännen förlorat stora mängder soldater och ryssarna tycktes ha övertaget. Deras soldater hade nästan trängt fram till Napoleon själv. Då stormade Joachim Murat fram med hela det franska kavalleriet och lyckades nå fram till det ryska artilleriet, men en stor mängd franska ryttare stupade i artillerielden. Napoleon satte in det kejserliga gardet, den sista reserven, och lyckades hålla ryssarna uppehållna tills sent på kvällen då Ney kom fram med förstärkningar. Nu satte kejsaren in allt han hade på att bryta sönder den ryska centern. Tidigt på morgonen drog sig ryssarna undan men fransmännen hade förlorat stora mängder trupper. Eylau hade tagit eld och det låg sönderskjutna lik och hästar över hela fält. Kejsaren stannade tre dagar bland de döda och sårade innan han gav sig vidare.

## Fotnoter
1. ↑  Orten ligger nu i ryska Kaliningrad oblast och namnändrades till Bagrationovsk 1946, efter den ryska generalen som befallde en del av den ryska armén. Orten styrdes också av Polen som Iławką mellan 1945 och 1946.